# Challes-les-Eaux
Challes-les-Eaux település Franciaországban, Savoie megyében. Lakosainak száma 5626 fő (2022. január 1.). Challes-les-Eaux Barby, Curienne, Myans, La Ravoire és Saint-Jeoire-Prieuré községekkel határos.

## Népesség
A település népességének változása:
| Lakosok száma | 5140 | 5346 | 5743 | 5590 | 5584 | 5609 | 5609 | 5617 | 5626 |
|               | 2013 | 2015 | 2016 | 2017 | 2018 | 2019 | 2020 | 2021 | 2022 |